# المواقد العثمانية
المواقد العثمانية (بالتركية: Osmanlı Ocakları) هي مجموعة اجتماعية سياسية قومية وإسلامية تركية.

## تاريخ
المواقد العثمانية هي قومية تركية وإسلامية وعمومية تركية وعثمانية جديدة، إلى حد أن العثمانية الجديدة تشير فقط إلى الحفاظ على التقاليد والتاريخ العثماني واستمرارهما، وليس الإضرار بجمهورية تركيا. المواقد العثمانية هم مؤيدون متشددون لرجب طيب أردوغان. ينظر المواقد العثمانيون أيضا إلى مصطفى كمال أتاتورك على أنه منقذ الأمة التركية، وليس ملغيا للإمبراطورية العثمانية، وغالبا ما ينتقدون حزب الشعب الجمهوري ويتهمونهم بالانجراف بعيدا عن طريق أتاتورك. صرح قادر كانبولات، مؤسس المواقد العثمانية، أنه "بصفتنا المواقد العثمانية، لم نفشل أبدا في احترام أسلافنا وأولئك الذين أسسوا جمهوريتنا. لأن الجمهورية لنا بقدر ما الإمبراطورية العثمانية لنا." صرح كانبولات، عند الحديث عن انتقاد مصطفى كمال أتاتورك، "لن نسمح بذلك أبدا. أتاتورك هو أيضا أتاتورك الخاص بنا. الحضارة العثمانية هي جوهرنا. سنتبع أسلافنا، ولكن مع قيم الجمهورية. أتاتورك لنا، وعبد الحميد لنا، ورجب طيب أردوغان لنا. سنحمي قيمنا الوطنية والروحية بجميع أشكالها."
الجناح السياسي للمواقد العثمانية هو حزب الموقد. تستخدم المواقد العثمانية أيضا رمز اليد الذي صنعه حزب الموقد، والذي يمثل سد الاختلافات بين العصور العثمانية والكمالية من خلال الوحدة التركية والقومية.
المواقر العثمانية قومية، وتثني على مختلف القادة والإمبراطوريات التاريخية التركية، وغالبا ما تحمل أعلام الإمبراطوريات التركية العظمى الستة عشر، وتستخدم مصطلحات مثل "القوة التركية".
في عام 2017، وصف المنسق الوطني للأمن ومكافحة الإرهاب (NCTV) المواقد العثمانية بأنها "منظمة شبه عسكرية مؤيدة للحكومة" وقال إن افتتاح مكتب المواقد العثمانية في هولندا كان "تطورا مقلقا". اتهمت NCTV المواقد العثمانية بالتخطيط لمهاجمة المعارضين السياسيين لرجب طيب أردوغان في هولندا. تنكر المواقد العثمانية أي صلة بأردوغان بصرف النظر عن الدعم السياسي.